# Menselijke anatomie

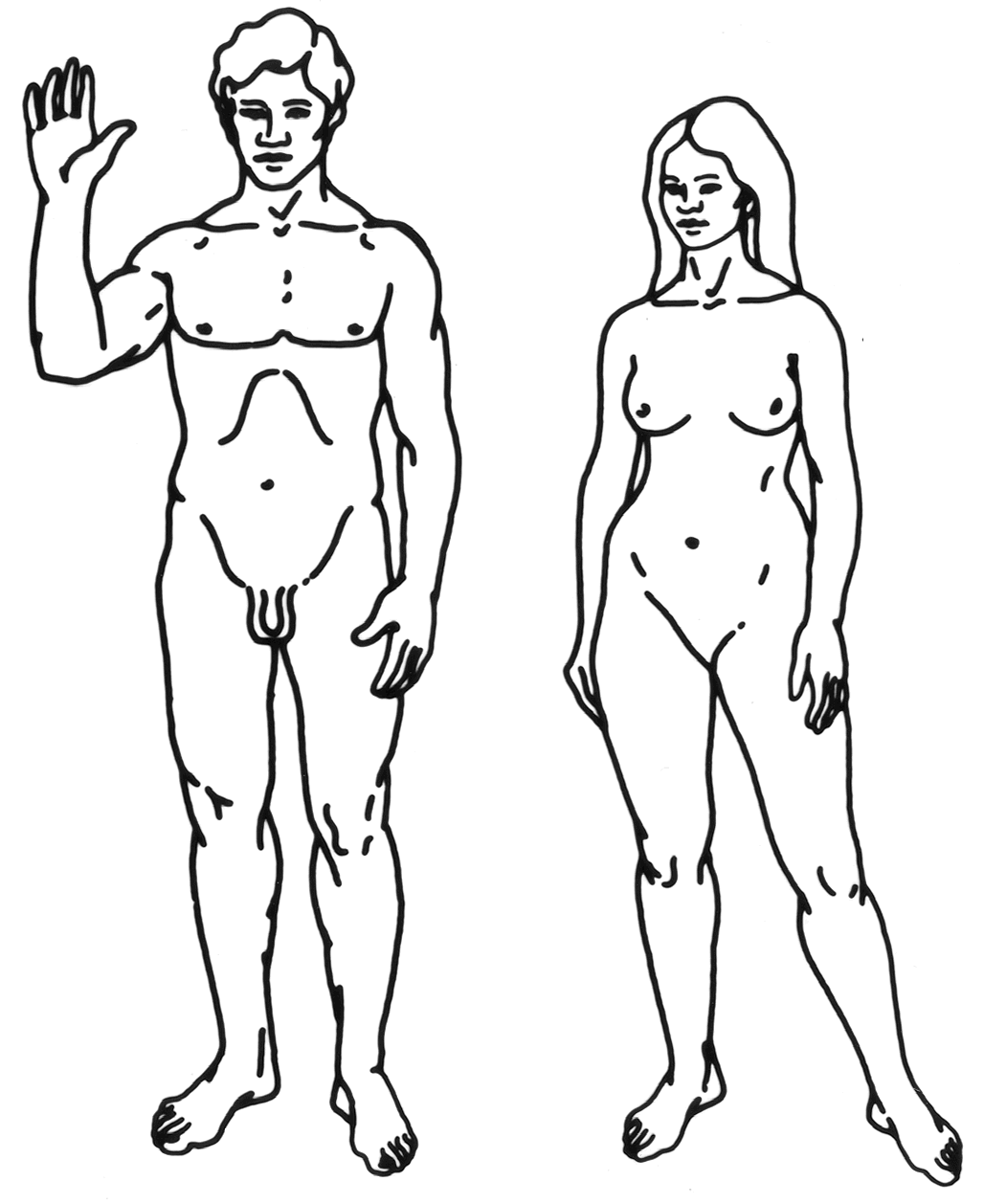
Schematische weergave van een man en een vrouw, afkomstig van de Gouden Plaat

De menselijke anatomie of antropotomie bestudeert organen en orgaansystemen van het menselijk lichaam. Het is een speciaal gebied binnen de anatomie. De studie van weefsels heet histologie en de studie van cellen cytologie. Het menselijke lichaam wordt, zoals alle dierlijke organismen, samengesteld uit systemen, die uit organen worden samengesteld, die uit weefsels worden samengesteld, die op hun beurt worden samengesteld uit cellen.

## Belangrijke systemen van het menselijke lichaam
- Hart en vaatstelsel: transport door middel van bloedsomloop; hart en bloedvaten
- Spijsverteringsstelsel: verwerking van voedsel; mond, maag en darmen
- Endocrien systeem: regeling door middel van hormonen; klieren die afscheiden aan bloed
- Exocrien systeem: klieren met afvoerbuis
- Immuunsysteem: verdediging tegen lichaamsvreemde eiwitten/organismen
- Huid, haar en nagels bekleding lichaamsoppervlak
- Spierstelsel: beweging; spieren
- Zenuwstelsel: informatieverwerking; zenuwcellen
- Reproductief systeem: voortplanting; de geslachtsorganen
- Ademhalingsstelsel: gaswisseling; longen, luchtpijp, longblaasjes
- Skelet: steun en bescherming; beenderen(botten) en kraakbeen

## Uitwendige delen
Algemene namen van bekende delen van het menselijke lichaam, van boven naar beneden:
- Huid
- Hoofd · Voorhoofd · Oog · Oor · Neus · Mond · Tong · Tanden · Onderkaak · Gezicht · Wang · Kin
- Hals · Keel · Adamsappel · Nek · Schouders
- Arm · Elleboog · Pols · Hand · Vingers · Duim
- Wervelkolom · Borst · Ribbenkast · Flank
- Buik · Geslachtsorganen (Penis/Scrotum of Vulva) · Anus · Taille
- Heup · Lende(n) · Billen · Been · Dij · Kuit · Knie · Hiel · Enkel · Voet · Teen

## Interne organen
Algemene namen van interne organen:
Hart · Longen · Alvleesklier · Schildklier · Bijschildklier · Maag · Darmen · Twaalfvingerige darm · Wormvormig aanhangsel · Lever · Galblaas · Milt · Zwezerik · Eierstokken ·Baarmoeder · Vagina · Prostaatklier · Testikels · Nier · Bijnieren · Blaas

### Hersenen
Hersenen: 
Amygdala · Hersenstam · Kleine hersenen · Hersenschors · Hypothalamus · Limbisch systeem · Medulla oblongata · Mesencephalon · Hypofyse · Pons

## Anatomie in de kunst
Voor kunstenaars beperkt de anatomie zich tot kennis van het beendergestel, spieren, aders, voor zover deze aan de oppervlakte van mens of dier zichtbaar zijn en de vormen bepalen; de vorm van de beenderen en hun onderlinge verhouding, de plaatsen waar de spieren zich vasthechten en inplanten; de gewrichten en hun bewegingen; de vormverandering van spieren bij activiteit; hun juiste ligging ten opzichte van andere; lengte, breedte en hun bepaalde functies; de ligging van aders voor zover zichtbaar. De verschillen in verhoudingen van het mannelijke en vrouwelijke lichaam en al dergelijke kennis is voor de kunstenaar essentieel. Zie in dit verband ook Gulden snede.

## Lichaamsbouw
Termen als lichaamsbouw, gestalte, postuur en figuur refereren aan afmetingen van het lichaam en lichaamsdelen en hun verhoudingen, en aan lichaamsvormen.
Het lichaam is tweezijdig symmetrisch maar de organen zijn asymmetrisch gerangschikt en ook de hersenen zijn asymmetrisch.

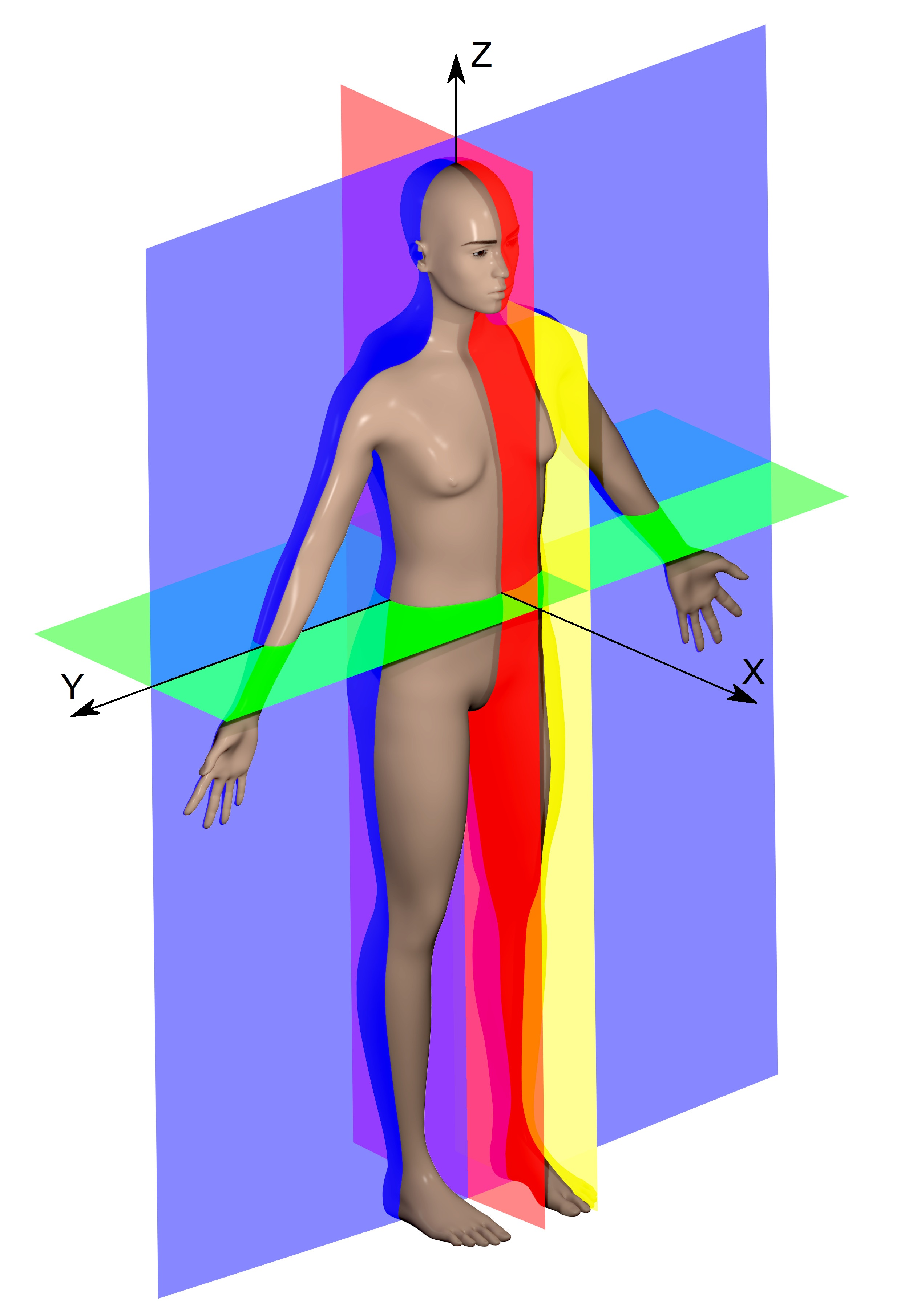
Tweezijdig symmetrisch: de mens. Rood: mediaan vlak Geel: sagittaal vlak Blauw: coronaal vlak Groen: transversaal vlak
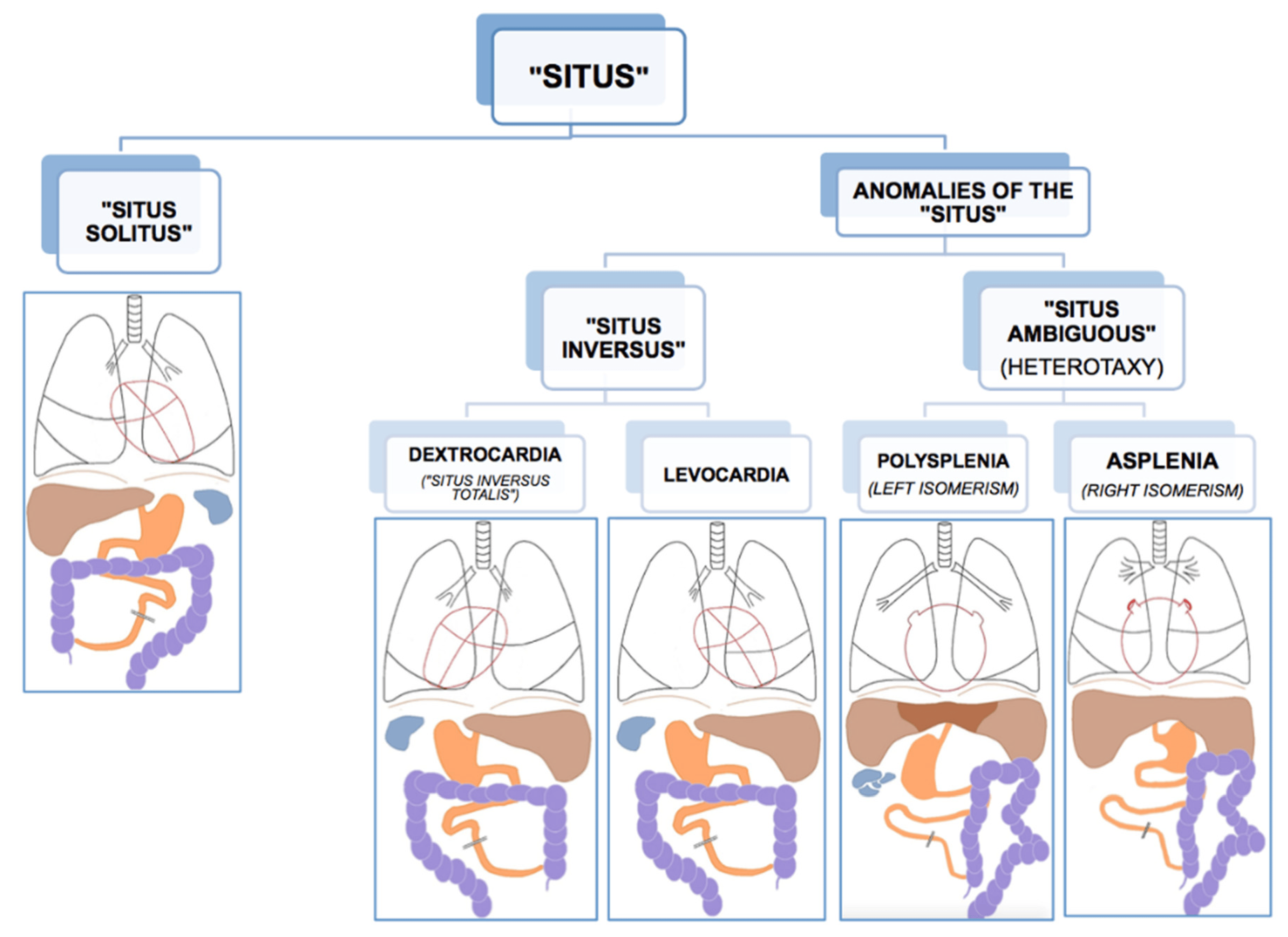
Ligging van de organen en afwijkingen ontstaan tijdens de neurulatie